# Think Tank (Blur-Album)
Think Tank ist das siebte Studioalbum der Band Blur und wurde am 5. Mai 2003 veröffentlicht.
Das Album ist das einzige Blur-Album, das zum Großteil ohne den Gitarristen Graham Coxon geschrieben und aufgenommen wurde, da er die Band kurz zuvor verlassen hatte. Einzig an dem Song Battery in Your Leg hatte er noch mitgewirkt. Der musikalische Stil von Think Tank zeichnet sich nicht zuletzt durch den weitgehenden Verzicht auf den bisherigen Britpop-Gitarrensound der Band aus, der durch experimentelle Strukturen und Instrumente ersetzt wurde. Auch Einflüsse der Weltmusik, des Jazz und Hip-Hop sind zu erkennen. Der uneinheitliche Stil des Albums erklärt auch den Titel Think Tank (deutsch: „Denkfabrik“), der als Ausdruck verschiedenster Impulse künstlerischer Kreativität zu verstehen ist. Der ursprünglich geplante Titel Darklife (eine Anspielung auf das Erfolgsalbum Parklife) weist auf die pessimistische Grundstimmung der Songtexte hin.
Die Covergestaltung des Albums stammt vom britischen Street Artist Banksy.
Das Album fand eine überwiegend positive Aufnahme, die Zeitung The Observer wählte es 2003 zum „Album des Jahres“. Der New Musical Express nahm Think Tank im November 2010 auf seine Liste der 100 besten Alben des Jahrzehnts auf (Platz 20.)

## Titelliste
(wenn nicht anders vermerkt, alle Songs von Albarn / James / Rowntree)
1. Me, White Noise (pregap hidden track) – 6:48
2. Ambulance – 5:09
3. Out of Time – 3:52
4. Crazy Beat – 3:15
5. Good Song – 3:09
6. On the Way to the Club (Albarn, James Dring, James, Rowntree) – 3:48
7. Brothers and Sisters – 3:47
8. Caravan – 4:36
9. We've Got a File on You – 1:03
10. Moroccan Peoples Revolutionary Bowls Club – 3:03
11. Sweet Song – 4:01
12. Jets (Albarn, James, Rowntree, Mike Smith) – 6:25
13. Gene by Gene – 3:49
14. Battery in Your Leg (Albarn, Graham Coxon, James, Rowntree) – 3:20